# Baltasar Manteli
Baltasar Melchor Jorge de Manteli Arriola (Vitoria, 6 de enero de 1754-Vitoria, 11 de junio de 1832) fue un impresor y músico español.

## Biografía
Natural de Vitoria, nació a comienzos de 1754, en el seno de una familia de raíces italianas. Recibió educación musical en el convento de Santo Domingo: aprendió órgano con Pedro Pablo de Albisua y clarín y trompa con Mateo Antonio Pérez de Albéniz. Se interesó especialmente por el solfeo y el examen analítico de composiciones alemanas. Adquiría material de diferentes puntos de Europa, incluidos Viena y París. Llegaría a tocar el violín, el violonchelo, el contrabajo, el fagot, el clarinete y la trompa. Años más tarde, sería uno de los integrantes del elenco de músicos que participaba en los conciertos organizados por la Real Sociedad Bascongada de los Amigos del País. Dirigió, asimismo, la orquesta que, por arreglo de la Diputación de Álava, recibió a María Josefa Amalia de Sajonia cuando arribó a Vitoria como parte de su viaje desde Francia para acompañar a su esposo, Fernando VII, que iba a ser coronado rey.
Pese a sus incursiones en la música, se desempeñó profesionalmente como impresor, y llegó a fungir como impresor de toda la provincia de Álava. Cuando contaba veinte años, ya regentaba una imprenta en la calle vitoriana de la Cuchillería y había contraído matrimonio con María de Ibarrondo, con la que tendría descendencia. Su hijo Agapito mantuvo con él una estrecha relación.
Falleció el 11 de junio de 1832, a los 78 años. A su muerte, la imprenta la heredaría su hijo Agapito. Fallecido también este, pasaría a manos de su nuera, Martina de Gorostiza y Acedo, y luego pertenecería a su nieto, Sotero Manteli. Como este pereció sin descendencia, la familia Manteli perdió la imprenta que había regentado a lo largo de tres generaciones.